# 韋阿島

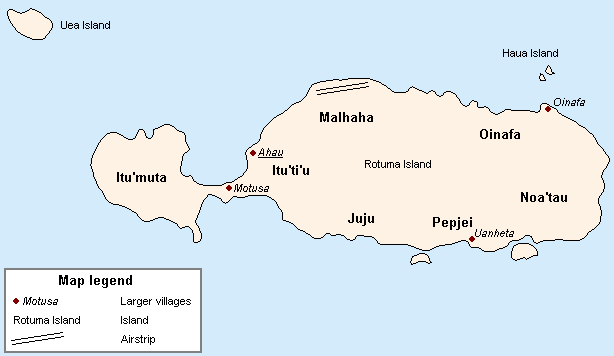

韋阿島是斐濟的島嶼，位於羅圖馬島西北3公里的太平洋海域，屬於羅圖馬群島的一部分，長1.1公里、寬0.8公里，面積0.73平方公里，最高點海拔高度262米，島上無人居住。

## 外部連結
- （页面存档备份，存于）